# Einer wird gewinnen
Einer wird gewinnen (EWG) war eine ARD-Quizsendung, die vom Hessischen Rundfunk und Norddeutschen Rundfunk, später in Coproduktion mit ORF und SF produziert und an Samstagabenden ausgestrahlt wurde. Präsentiert wurde sie von Hans-Joachim Kulenkampff (89 Folgen). Es folgten zwei Neuauflagen des Formats: 1998 mit Jörg Kachelmann (3 Folgen) und 2014 anlässlich des 50-jährigen Jubiläums der Sendung mit Jörg Pilawa (1 Folge).

## Konzept

### Namensgebung
Der Name Einer wird gewinnen wurde im Hinblick auf seine Abkürzung EWG gewählt, die auch für die damalige Europäische Wirtschaftsgemeinschaft stand, die Vorläuferin der Europäischen Union. Die Sendung sollte den europäischen Gedanken unterstützen, indem die Kandidaten aus verschiedenen europäischen Ländern kamen, was ihr ein in der damaligen deutschen Fernsehlandschaft singuläres internationales Flair verlieh.

### Spielverlauf
Es handelte sich um eine Quizsendung mit acht Kandidaten, die paarweise gegeneinander antraten. In der Regel bildeten je eine Frau und ein Mann ein Paar.
Es gab zwei Spiele, die zumeist nicht nur aus bloßen Fragen bestanden, sondern mit aufwändigen Aufbauten verbunden waren. Beispielsweise wurden Ausschnitte aus Theateraufführungen gezeigt oder nachgebildete Baudenkmäler aufgestellt, denen die Kandidaten passende Gegenstände oder Antworten zuordnen mussten. Beliebt war auch die Frage, aus welchem Jahrhundert etwas stamme. Pro Fragerunde konnte jeder der beiden Kandidaten maximal drei Punkte erspielen. Der unterlegene Kandidat einer Runde schied mit einem Trostpreis aus, bei dem es sich eine Zeit lang um einen kleinen Goldbarren handelte. Bei Punktegleichstand entschied ein großer Schaumstoffwürfel.
Die vier Sieger der ersten Runde zogen ins Halbfinale ein, bei dem jeweils eine Frau und ein Mann als Team zusammen spielten. Die Paare wurden durch Spielkarten ausgelost. Das Halbfinale bestand aus zwei Spielen. Im ersten Spiel wurde ein Film gezeigt, in dem Kulenkampff zusammen mit weiteren Schauspielern meist eine berühmte Persönlichkeit satirisch darstellte; anschließend mussten die Kandidaten drei Fragen zu der Persönlichkeit beantworten. Dabei durften sie sich vor ihrer Antwort beraten. Beim zweiten, intern Kopf und Hand genannten Spiel wurde in jeder Sendung ein neues Spiel eingeführt, bei dem ein Kandidat des jeweiligen Paares seine Geschicklichkeit unter Beweis stellen musste. Dem anderen Kandidaten wurden drei Fragen zum Allgemeinwissen gestellt. Konnte er die Frage nicht beantworten, so konnte sein Partner durch das Geschicklichkeitsspiel den Punkt trotzdem noch ergattern. Dabei wurde das Spiel bei jeder Frage etwas schwieriger. Bei Punktegleichstand entschied auch im Halbfinale der Würfel.
In der letzten Runde mussten die Kandidaten des verbliebenen Paares gegeneinander antreten. Nacheinander nahmen sie auf einem Podest Platz und beantworteten drei Fragen zum aktuellen Weltgeschehen. Bei Gleichstand gab es eine Stichfrage.

### Kandidaten
Die Kandidaten kamen jeweils aus acht verschiedenen europäischen Ländern, die nicht Mitglied der EWG sein mussten. Insbesondere die Schweiz war fast immer durch einen Kandidaten vertreten. Selten traten außereuropäische Kandidaten auf, z. B. in der Sendung vom 12. März 1966 ein US-Amerikaner. Im Falle der nicht-deutschsprachigen Länder suchte man gewöhnlich in den Hauptstädten nach Personen mit ausreichenden Deutschkenntnissen – im Gegensatz zu vielen anderen Shows gab es keinen Bewerbungsaufruf in der Sendung.
Für Problemfälle stand in der Sendung stets ein persönlicher Dolmetscher zur Verfügung, der aber gewöhnlich nicht in Erscheinung trat, was auch dem rhetorischen Geschick des Showmasters zu verdanken war.

### Musik
Zwischen den einzelnen Spielelementen traten während der Umbaupausen bekannte Musiker auf, vorzugsweise aus dem Bereich Musical oder Operette, aber auch Schlager und Chanson. Die internationalen Künstler verliehen der Sendung internationalen Glamour und erzielten eine ähnliche Wirkung wie später die Teilnahme berühmter Stars an Frank Elstners Spielshow Wetten, dass..?. Außerdem spielte ein Liveorchester, auch die Titelmelodie. In den Produktionen des Hessischen Rundfunks war dies das Tanzorchester des Hessischen Rundfunks, in den 1960er Jahren unter der Leitung von Johannes Pütz oder Willy Berking, danach unter Heinz Schönberger. In den Produktionen des Norddeutschen Rundfunks war es anfangs das Tanz- und Unterhaltungsorchester des NDR unter der Leitung von Alfred Hause oder Rolf Kühn, ab 1979 unter Dieter Glawischnig. In den Produktionen aus anderen Sendegebieten spielten die dortigen Bigbands, so in der Schweiz die DRS Big Band unter Hans Moeckel und in Österreich die ORF-Big Band.

## Besonderheiten

### Anfangsconférence
Am Anfang jeder Sendung begeisterte Kulenkampff das Publikum mit einer etwa fünfminütigen amüsanten Conférence über aktuelle Themen, die meist auch Bezug auf die Stadt nahmen, in der die Sendung veranstaltet wurde.

### Assistentinnen
- Uschi Siebert (1964–1969)
- Gabi Kimpfel (1979–1987)
- Leslie Schoß (2014)

### Einspielfilm
Der Einspielfilm, auch Kulinade genannt, mit Kulenkampff in der Hauptrolle war stets recht aufwendig produziert und sollte nicht nur Kulenkampffs Hang zur Schauspielerei befriedigen, sondern auch einen komödiantischen Höhepunkt der Sendung darstellen. Dies galt z. B. für die Beatles-Parodie aus der Sendung am 19. Februar 1966, welche außerordentlich bekannt geworden ist. In ihr spielen neben Kulenkampff noch Bully Buhlan, Willy Berking und Gerhard Wendland die Beatles.

### Überziehen
Ein Merkmal von Einer wird gewinnen war seine Überlänge: Kulenkampff überzog die Sendezeit regelmäßig um wenigstens 30 Minuten, wobei der Hessische Rundfunk anfänglich dafür Sendeminuten für seinen Anteil am ARD-Programm gutgeschrieben bekam. Zeitweise musste aber eine Spielrunde des Halbfinales ausgelassen werden. Kulenkampff kokettierte oft mit seinem Überziehen. So war es ihm eine offensichtliche Freude, als er am 13. Oktober 1984 „zum zweiten Mal in 31 Jahren“ seine Sendung vorzeitig beenden konnte und die ARD scherzend aufforderte: „... und jetzt überlegt euch mal, Kinder, was ihr die neun Minuten machen wollt.“ Da die ARD auf diesen Fall nicht vorbereitet war, wurde minutenlang das ARD-Logo ausgestrahlt.

### Abschlussszene mit Butler
Jede Sendung bis 1969 endete mit dem Butler „Herr Martin“, der Kulenkampff Mantel, Schal und Hut reichte und dabei die soeben gelaufene Sendung sarkastisch kommentierte. Bei dem Butler handelte es sich um Martin Jente, den Produzenten der Sendung. Die Idee des Dialogs zwischen dem Showmaster und ihm stammte von Kulenkampff selbst, er dachte sich auch die Texte aus – EWG sollte jedes Mal mit einer Schlusspointe enden.
Diese Abschlussszene begeisterte sowohl Wim Thoelke wie auch Joachim Fuchsberger derart, dass sie später in ihren eigenen Sendungen am liebsten das Gleiche gemacht hätten. Weil sie aber Kulenkampff nicht einfach kopieren wollten, erfolgte der Abschluss ihrer Sendungen in abgewandelter Form: Thoelke beendete Drei mal Neun mit der Zeichentrickfigur Wum als Gesprächspartner, Joachim Fuchsberger griff in Auf Los geht’s los auf einen dressierten Affen zurück.
Von 1979 an befand sich Martin Jente schon im Ruhestand, und es fiel ihm zunehmend schwerer, den Szenentext fehlerlos zu spielen. Nach einigen missratenen Dialogen verzichtete man in den folgenden Sendungen auf seinen Auftritt. In der einmaligen Neuauflage der Show im Jahr 2014 übernahm der Schauspieler Ben Becker den Part des Butlers.

## Laufzeit
Einer wird gewinnen lief vom 25. Januar 1964 bis zum 6. August 1966 in der ARD mit 26 Folgen. Nach der letzten Sendung nahm Kulenkampff seinen Hut als Moderator. Allerdings dauerte es nur rund eineinhalb Jahre, bis die Show fortgesetzt wurde.
Vom 13. Januar 1968 bis zum erneuten Ende der Show am 2. August 1969 liefen 17 Folgen. Erneut nahm Kulenkampff seinen Abschied als Moderator von EWG.
Zehn Jahre und zwei gefloppte Quizsendungen (Guten Abend, Nachbarn, 1971/72, und Acht nach 8, 1973) später, nach denen er medienwirksam geschworen hatte, „nie mehr ein Quiz zu moderieren“, kehrte Kulenkampff wider Erwarten mit EWG zurück. Vom 15. September 1979 bis zum endgültigen Ende am 21. November 1987 liefen noch einmal 46 Folgen.
In der letzten Ausgabe von EWG sang Paul Anka eine auf Kulenkampff umgeschriebene Version von My Way.
Zum Ende der Sendung machte Kulenkampff mit den Worten „Ich möchte das auch einmal tun“ Werbung für eine „Best-of-EWG-Schallplatte“. Ein Teil des Verkaufspreises ging an die Deutsche Gesellschaft zur Rettung Schiffbrüchiger. Damit habe er schon einen Teil abbezahlt, falls er, ein begeisterter Segler, einmal aus dem Meer gefischt werden müsse, so Kulenkampff.
Insgesamt wurden 89 EWG-Folgen gesendet, meist unter der Regie von Ekkehard Böhmer, teilweise von Dieter Wendrich.
1998 kam es zu einer Neuauflage mit Jörg Kachelmann, die nach drei Folgen eingestellt wurde. Das Original blieb unerreicht, auch wenn wenig später reine Abfragequiz-Sendungen ohne Bild- und Musikeinlagen einen Boom erlebten, ausgelöst durch Wer wird Millionär?. Die Conférence wurde hingegen nach dem Vorbild amerikanischer „Late-Night-Shows“ mit Harald Schmidt wiederbelebt.
2014 präsentierte Jörg Pilawa eine einmalige Neuauflage der Kuli-Show als Hommage an Kulenkampff, der 50 Jahre zuvor zum ersten Mal EWG moderiert hatte. Das Konzept war unverändert, doch vereinheitlicht worden. So bestanden die Vorrunde und das Halbfinale aus jeweils drei Runden, und im Finale mussten die beiden verbliebenen Kandidaten je fünf offene Fragen beantworten. Anlässlich des Jubiläums waren die ehemalige Assistentin, Gabi Kimpfel, und Kai Joachim Kulenkampff, der Sohn des inzwischen verstorbenen Hans-Joachim Kulenkampff, zu Gast.

## Liste der ARD-Ausstrahlungen
| Datum      | Ort                                          | Mitwirkende | Kulinade                                                                              |
| ---------- | -------------------------------------------- | --- | ------------------------------------------------------------------------------------- |
| 25.01.1964 | Rhein-Main-Halle in Wiesbaden                | Heinz Hoppe, Brigitte Mira, Marianne Koch |                                                                                       |
| 29.02.1964 | Großer Sendesaal des NDR-Funkhauses Hannover | | Julius Caesar                                                                         |
| 28.03.1964 | Rhein-Main-Halle in Wiesbaden                | Gloria Davy |                                                                                       |
| 02.05.1964 | Großer Sendesaal des NDR-Funkhauses Hannover | |                                                                                       |
| 30.05.1964 | Rhein-Main-Halle in Wiesbaden                | |                                                                                       |
| 27.06.1964 | Großer Sendesaal des NDR-Funkhauses Hannover | Freddy Quinn, Roberta Peters |                                                                                       |
| 17.10.1964 | Rhein-Main-Halle in Wiesbaden                | |                                                                                       |
| 21.11.1964 |                                              | Walter Morbitzer | Christoph Columbus                                                                    |
| 19.12.1964 |                                              | |                                                                                       |
| 16.01.1965 |                                              | Wilma Lipp, Waldemar Kmentt |                                                                                       |
| 13.02.1965 |                                              | |                                                                                       |
| 20.03.1965 | Großer Sendesaal des NDR-Funkhauses Hannover | Lale Andersen, Beate Hasenau, Walter Morbitzer |                                                                                       |
| 17.04.1965 | Rhein-Main-Halle in Wiesbaden                | Carmen Sevilla, Veteranerna, Walter Morbitzer als Dr. Watson, Martha Marbo als Lady Cornedbeef, Harry Köhler als Inspektor Cornflakes | Sherlock Holmes                                                                       |
| 22.05.1965 |                                              | | Parodie: Sonnenkönig Ludwig XIV.                                                      |
| 26.06.1965 | Rhein-Main-Halle in Wiesbaden                | Caterina Valente |                                                                                       |
| 16.10.1965 | Rhein-Main-Halle in Wiesbaden                | Valentine Pringle, Shai K. Ophir, Mimi Coertse, Ralf Bendix, Tanzschule Bier, Botho-Lucas-Chor, Michaela Klarwein |                                                                                       |
| 27.11.1965 | Großer Sendesaal des NDR-Funkhauses Hannover | Tatiana Troyanos, Gerti Zeumer, Ralph Bendix, René Kollo, Los Paraguayos, Walter Morbitzer, Wolfgang Schirlitz, Josef Wageck | Parodie: Wilhelm Tell                                                                 |
| 18.12.1965 | Rhein-Main-Halle in Wiesbaden                | Hermann Prey, Marlise Wendels, Hanns Lothar, Klausjürgen Wussow, Wiener Sängerknaben, Michaela Klarwein, Walter Morbitzer | Parodie: Othello                                                                      |
| 22.01.1966 | Großer Sendesaal des NDR-Funkhauses Hannover | Irene Mann |                                                                                       |
| 19.02.1966 | Großer Sendesaal des NDR-Funkhauses Hannover | Peter Alexander, Gerhard Wendland, Bully Buhlan, Margot Eskens, Willy Berking | Beatles-Parodie                                                                       |
| 12.03.1966 | Rhein-Main-Halle in Wiesbaden                | Gerhard Wendland, Lisa della Casa, Reinhold Bartel, Elvira Scholz, Heinz Peters, Roman-Sisters, Hans von Heerden, Ursula Erber, Karin Schröder, Maja Scholz | Parodie: Paris (gr. Mythologie)                                                       |
| 16.04.1966 | Großer Sendesaal des NDR-Funkhauses Hannover | Ralf Bendix, Rita Streich |                                                                                       |
| 21.05.1966 | Festhalle in Frankfurt am Main               | |                                                                                       |
| 18.06.1966 | Rhein-Main-Halle in Wiesbaden                | Roberta Peters, Daniele Barioni, George Campo, Jutta Meyfarth, Horst Frank, Felicitas Ferber, Tanzschule Lückert | Parodie: Die Nibelungen                                                               |
| 16.07.1966 | Großer Sendesaal des NDR-Funkhauses Hannover | |                                                                                       |
| 06.08.1966 | Rhein-Main-Halle in Wiesbaden                | Anna German, Eva Hommonay, Jon Piso, Dunja Rajter, Anneliese Rothenberger |                                                                                       |
| 1. Pause   |                                              | |                                                                                       |
| 13.01.1968 |                                              | Wilma Lipp, Cesare Curzi, Udo Jürgens, Ida Krottendorf, Petra Schürmann, Klausjürgen Wussow, Prager Studioballett | Parodie: Archimedes                                                                   |
| 10.02.1968 | Rhein-Main-Halle in Wiesbaden                | Juliette Gréco, Joanna Simon, TD TSC Düsseldorf Rot-Weiss, Reinhold Bartel, Georg Stern, Traudl Kulenkampff (als Traut Kutscha), Anita Mey, Maria Mucke, Christiane Jansen-Amerbacher, Gardy Granass, Michaela Klarwein, Vivi Bach, Ingrid Metz | Parodie: Casanova                                                                     |
| 16.03.1968 | Großer Sendesaal des NDR-Funkhauses Hannover | Wencke Myhre, Annie Anderson |                                                                                       |
| 13.04.1968 |                                              | |                                                                                       |
| 18.05.1968 | Rhein-Main-Halle in Wiesbaden                | Jan Peerce, Carmen Sevilla, Karel Gott, Dunja Rajter, Ursula von der Decken, Rolf Hodapp, Ballett des Nationaltheaters Mannheim, Margaret Holford, Hilde Herre, Helga Mader, Wilhelm Leistner, Horst Dobirr, Rolf Habekost | Parodie: Carmen                                                                       |
| 22.06.1968 | Großer Sendesaal des NDR-Funkhauses Hannover | Freddy Quinn |                                                                                       |
| 12.10.1968 | Rhein-Main-Halle in Wiesbaden                | Nana Mouskouri, Tatjana Iwanow, Mozartschule Elsenfeld, Ballett José Greco, Nana Lorca, Ida Ehre, Hanns Ernst Jäger, Walter Morbitzer, Heinz Pielbusch | Parodie: Mondlandung                                                                  |
| 16.11.1968 | Rhein-Main-Halle in Wiesbaden                | Mireille Mathieu, Martha Marbo |                                                                                       |
| 14.12.1968 | Rhein-Main-Halle in Wiesbaden                | Hermann Prey, Lucia Popp, Wiener Sängerknaben, Eva Kotthaus, Roberto Blanco, Rudolf Krieg, Fritz Nydegger, Michael Hinz, Heinz Pielbusch, Thomas Reiner | Parodie: Diogenes                                                                     |
| 25.01.1969 | Rhein-Main-Halle in Wiesbaden                | Ion Buzea, Hana Hegerová, Gardy Granass, Josef Wageck |                                                                                       |
| 01.03.1969 |                                              | Tonia, Ingeborg Hallstein, Heinz Hoppe, Joseph Offenbach |                                                                                       |
| 28.03.1969 |                                              | Hanna Ahroni, Karl Mildenberger, Fritz Rémond junior, Arturo Testa |                                                                                       |
| 26.04.1969 | Rhein-Main-Halle in Wiesbaden                | Salomé, Die Drei Rennos, Zwi Caspi, Peter Ehrlich, Horst Frank, Peter Mosbacher, Joachim Schweighöfer, Else Knott, Fritz Rémond junior, Otto Stern, Karl Mildenberger | Parodie: Prometheus                                                                   |
| 24.05.1969 | Großer Sendesaal des NDR-Funkhauses Hannover | Thomas Palmer, Jeanette Scovotti, Trio Athene |                                                                                       |
| 21.06.1969 | Rhein-Main-Halle in Wiesbaden                | Gloria Davy, Dagmar Koller, Hannelore Schroth, Oskar Czerwenka, Waldemar Kmentt, Pentallegro di Alassio, Gardy Granass, Josef Wageck, Kübler's Schimpansen-Familie | Parodie: Salvador Dalí                                                                |
| 12.07.1969 | Großer Sendesaal des NDR-Funkhauses Hannover | Esther Ofarim, Renate Holm, Nicolai Gedda, Delta Rhythm Boys |                                                                                       |
| 02.08.1969 | Rhein-Main-Halle in Wiesbaden                | Caterina Valente, Walter Berry |                                                                                       |
| 2. Pause   |                                              | |                                                                                       |
| 15.09.1979 | Wiesbaden                                    | Cliff Richard, Susanne Uhlen, Klaus Wildbolz, Helga Anders, Gerd Vespermann, Heinz Werner Kraehkamp, Roger Moore, Naëmi Priegel, Adolf Dallapozza |                                                                                       |
| 13.10.1979 | Wiesbaden                                    | Manhattan Transfer, Lucia Popp, Rüdiger Wohlers |                                                                                       |
| 10.11.1979 | Oberlaa (Wien)                               | Michael Birkmeyer, Garnet Brooks, Gisela Cech, Charles Elkins, Felix Franchy, Gabriele Jacoby, Martin Schuppich, Krista Stadler, Andy Williams, Akademische Tanzschule Dr. Dehmel, Philharmonische Cellisten Köln | Eine Hymne für Europa                                                                 |
| 08.12.1979 | Wiesbaden                                    | Lotte Barthel, Jimmy Connors, Esdras Ebbebach, Walter Flamme, Bettina Franke, Riad Gholmié, Djamschid Hendizadeh, Christian Hoening, Gwyneth Jones, Sepp Maier, Olivia Molina, Ilie Năstase, Epaminondas Sdoukos, Limburger Domsingknaben, Sascha Zinty, Margit Wolff | Konzert bei Hofe                                                                      |
| 02.02.1980 | Rhein-Main-Hallen Wiesbaden                  | Heinz Schenk, Marek & Vacek |                                                                                       |
| 15.03.1980 | Wiesbaden                                    | Peter Ehrlich, Sándor Károlyi, Richard Lauffen, Hannes Messemer, Los Reyes, Dieter Schmiedel, Wolf Walther, Jörn W. Wilsing, Julia Migenes | Newton oder das Gesetz der Schwerkraft                                                |
| 10.05.1980 | Sporthalle Sankt Jakob Basel                 | Costa Cordalis, Lukas Ammann, Edgar Bessen, Claudia Demarmels, Su Kramer, Reiner Schöne, Eva Maria Bendig, Karl Cserny, Robert Dietl, Harald Heinz, Christoph Hofrichter, Anne Kaupper, Dieter Mainka, Silke Rein, Jochen Rühlmann, Ingeborg Rüppel, Rudolf Ruf, Ilona Wiedem, Original Appenzeller Streichmusik Alder, Urner Fahnenschwinger und Alphornbläser | Die Ablösung (als Ludwig XV.)                                                         |
| 20.06.1980 |                                              | Karin Eickelbaum, Béatrice Haldas, Ernst Hilbich, Jim Henson, Peter Horton, Martin Jente, Hannelore Kiesbauer, Glenys Linos, Horst Niendorf, Erwin Scherschel, Sigi Schwab, Ralf Wolter, TD TSC Düsseldorf Rot-Weiss | Die Verwandlung (als Hieronymus Bosch)                                                |
| 31.01.1981 | Wiesbaden                                    | Ferry Ahrlé, Mireille Mathieu, Maria Mucke, Mummenschanz, Oliver Naegele, Ulf Schweikart, Harald Stamm | Bach hat einen Einfall                                                                |
| 14.03.1981 | Ostseehalle Kiel                             | Balduin Baas, Edgar Bessen, Uwe Dallmeier, Gerd Duwner, Ekkehard Fritsch, Linde Fulda, Isabella Grothe, Gert Haucke, Jonny Hill, Henry Kielmann, Pit Krüger, Lolita, Günter Lüdke, Heidi Mahler, Billy Mo, Freddy Quinn, Seemannschor der Marineversorgungsschule, Jürgen Scheller, Reiner Schöne | Meinungsforschung                                                                     |
| 25.04.1981 | Wien                                         | Marika Adam, Gerhard Arndholz, Michael Birkmeyer, Gerlinde Dill, Albert Fortell, Dieter Henkel, Ludwig Hirsch, Edith Hrovat, Rainer Jättkowski, Susanne Kirnbauer, Erika Krieger, Walter Langer, Fritz Muliar, Roland Nemitz, Felicitas Ruhm, Ulrich Schümann, Jane Segundo, Ursula Steiger, Ilona Wiedem, Gerda Winklbauer, Les Grands Ballets de Tahiti, Folklore Gruppe Vadrozsa                                                                                    | Besuch in der Kajüte                                                                  |
| 12.09.1981 | Hannover                                     | Milva, Bob Franco, Ruth Kappelsberger, Günther Jerschke, Hermann Prey, Friedrich Schütter, Ungarisches Jugend-Violinen-Ensemble „Rajko“, Folklore-Ensemble „Mlawa“, Tanzgruppe des griechischen Kulturzentrums, Köln, Gebirgstrachten-Verein Edelweiss, Hamburg | Olympisches Eheglück                                                                  |
| 10.10.1981 | Wiesbaden                                    | Karlheinz Böhm, Harald Dietl, Max Greger jun., Gabriela Nicolescu, Karl Ridderbusch, Christine Scherer, Margot Werner, Rüdiger Wohlers, Wolfgang Völz, Erich Zschach, Wall Street Crash, Polizeichor der Stadt Frankfurt am Main | Dr. Freud kauft eine Couch                                                            |
| 21.11.1981 | Kiel                                         | Karin Eckhold, Volker Eckstein, Sabine Hennemann, Bernd Herzsprung, Wolfgang Jürgen, Sara Lipfert, Ralf Paulsen, Mary Roos, Anita Sarawak, Susanne Schaefer, Werner Sentek, Maschen Company, Staatl. Lieder- und Tanzensemble Prag | Faustens Happy End                                                                    |
| 16.01.1982 | Freiheitshalle Hof                           | Annie Anderson, Axo & Co., The New Tamaros, Ram Das, Andrea Hardy, Ralph Heid, René Kollo, Mijou Kovacs, Kröplins Tierrevue, Verena Krützfeld, Massino, Christian Reiner, Anna-Maria Matzenauer, Egon Müller-Franken, Christa-Maria Netsch, Silvia Reize, Peter Schmitz, Rudolf Schock, die Siegfrieds, Sweet Substitute |                                                                                       |
| 13.03.1982 | Wiesbaden                                    | Peer Augustinski, Kenny Baker, Dieter Brammer, Malcolm Dixon, Mike Edmonds, Gisela Ferber, Wolfgang Frey, Monika Hessenberg, Rainer Hunold, Karl Hans Meuser, Reinhard Mey, Cornelia Niemann, Elaine Paige, Jeanne Piland, Jack Purvis, David Rappaport, Jenny Rausnitz, Tiny Ross, Eckard Rühl, Peter Schmitz, Christian Schneller, Teresa Seidl, Anna Teluren, Jenny Thelen, Giselle Vesco, Lin Ping, Bai Xiufeng                                                    | 30 Jahre nach der Märchenhochzeit                                                     |
| 25.04.1982 | Ludwigshafen am Rhein                        | Dietrich Adam, Myriam Bach, Raoul Carma, Cidalia, Gerhard Dressel, Armindo Fernandes, Julio Garcia, Melitta Gautschy, Uwe-Karsten Koch, Peter Kremer, Regine Lamster, Sandy Lippke, Birgit Machon, Irene Marhold, Wolfgang Preiss, Lieselotte Quilling, Carola Regnier, Egon Reimers, Orlando Silva, Michael Westerhoff, Uschi Zemelka, 1. Münchner Rock n´Roll Club 1974, Excelsior Brass Band, Jugendblasorchester Musikverein Tieschen                              |                                                                                       |
| 25.09.1982 | Kiel                                         | Howard Carpendale, Balduin Baas, Nora von Collande, Karin Eckhold, Ricci Hohlt, Salena Jones, Barbara Lankau, Tatjana von Radetzky, Jürgen Scheller, Berlin Brigade Band | Einer für Alle (als Achilles)                                                         |
| 23.10.1982 | Saarbrücken                                  | Kathrin Ackermann, Gaston Bricka, Pit Krüger, Nana Mouskouri, Tagora, Wolf Walther, Ilona Wiedem, Chinesische Oper Taiwan |                                                                                       |
| 04.12.1982 | Kiel                                         | Nicos Apostolidis, Karl-Heinz Hess, Lill Lindfors, Los Muchachos, Waldemar Matuška, Olga Blechová, Ursula May, Prager Linha Singers, Christiane Rücker, Hédi Zsolnai | Parodie: Rasputin frühstückt                                                          |
| 29.01.1983 | Ludwigshafen am Rhein                        | Raffaella Carrà, Walter Buschhoff, Joachim Baumert, Josef Baum, Erich Bar, Christina Ahrens, Ilse Gramatzki, Marion Hilgers, Antonius Nicolescu, Cécile Nordegg, Wolfgang Trunk, Grit van Jüten, Philip Jones Brass Ensemble, Günter Röben-Chor | Parodie: Dschingis Kahns Erben                                                        |
| 09.04.1983 | Hannover                                     | Roger Whittaker, Ireen Sheer, Peter Beil | „Der Ball ist rund“; Kuli als Fußballtrainer                                          |
| 04.06.1983 | Wiesbaden                                    | Frida, Harald Dietl, Eva Kotthaus, Edith Volkmann, Ruth Niehaus, Zupfgeigenhansel | Parodie: Robin Hood macht einen Fehler                                                |
| 24.09.1983 | Kiel                                         | Dalida, Tanzensemble Budapest, Peter Bernhardt, Bernhard Brink, Horea Crishan, Karin Eckhold, Gernot Endemann, Günther Gellermann, Günter Hutsch, Bibi Johns, Horst Keitel, Peter Kock, Peter Petrel, Werner Schumacher, Franziska Stolze, Herbert Tennigkeit | Parodie: Einmal Neandertal und zurück                                                 |
| 05.11.1983 | Freiheitshalle Hof                           | Olivia Molina, Plácido Domingo, Peter Bertram, Moritz Dürr, Ulrich Günther, Dietrich Kerky, Irene Mann, Tibor Kovacs, Hans-Walter Kramski, Christine Oberländer, Katharina Ortner, Hans-Georg Panczak | Parodie: Giselle Ballett (Wh. v. 1966)                                                |
| 17.12.1983 | Kiel                                         | Hildegard Krekel, Willy Semmelrogge |                                                                                       |
| 28.01.1984 | Kiel                                         | Salvatore Adamo, Hans-Jürgen Bäumler, Edgar Bessen, Frequencia Mod, Pit Krüger, Jürgen Marcus, Oskar, Gillian Scalici, Ernst Stankovski, Ilona Wiedem | Parodie: „Schwein gehabt“ (als Odysseus)                                              |
| 17.03.1984 | Wiesbaden                                    | I Salonisti | Parodie: „Unter der Decke“; Kuli in einer Doppelrolle als Michelangelo und als Papst. |
| 16.06.1984 | Hanns-Martin-Schleyer-Halle Stuttgart        | Daliah Lavi, James Anderson, Karl-Heinz Gierke, Christiane Gött, Ingrid Kremling, Georg Lehn, Martha Marbo, Elsie Maurer, Erich Oestreich, Panos Papadopulos, Siegmar Schneider, Wolf Walther, Toni Stricker und Ensemble, Tanzschule Hubert Haag |                                                                                       |
| 08.09.1984 | Eilenriedehalle Hannover                     | Ivan Rebroff, Bernhard Brink, Hans-Jürgen Bäumler, Silvio Francesco, Bibi Johns, Telly Savalas, Hans Herzog, Ernst H. Hilbich, Roland-Momme Jantz, Headline, Jürgen Scheller, Wolfgang Kaven | Sketch: „Parteibuchhandel“                                                            |
| 13.10.1984 | Eilenriedehalle Hannover                     | The Dubliners, Roland Kaiser | Parodie: Brand von Rom; Kuli als Kaiser Nero                                          |
| 24.11.1984 | Rhein-Main-Hallen Wiesbaden                  | Claudia Eder, Peer Augustinski, Diana Körner, Werner Kreindl, Karl Schönböck, Christian Tramitz, Heinz Schimmelpfennig | Parodie: Rockefellers freundlicher Tag                                                |
| 03.02.1985 | Kiel                                         | Balduin Baas, Ariane Calix, Günther Dockerill, Ferdinand Dux, Ensemble Andrei Serban, Marjol Flore, Jonny Hill, Jörg Nickel, Ralf Paulsen, Gavin du Porter, Paul Edwin Roth, Jens Scheiblich, Ireen Sheer, Thérèse Steinmetz, Gerd Vespermann, Helmut Zacharias | Parodie: „Ein Glas Wein“; Kuli als Computerfachmann                                   |
| 20.04.1985 | Großes Festspielhaus Salzburg                | Aaron & Janette, Susanne Altweger, Astoris, David Bibring, Gilbert, Gina Giovannis, Wolfgang Günther, Henrico, Ulrich Hielscher, Kurt Huemer, Dagmar Koller, Wolfram Mertz, Maria Mucke, Oliver Nägele, Antonius Nicolescu, Dieter Oswino, Will Quadflieg, Susan Roberts, Bernd Seebacher, Wolfgang Schöne, Werner F. Schöller, Eike Wilm Schulte, Ulf Schweikart, Rudi Schweitzer, Dieter Schweikard, Bläsersatz des Mozarteums Salzburg, Ballett der Staatsoper Wien | Parodie: Bach hat einen Einfall (Wh. von 1981 wegen „Bach-Jahr“ 1985)                 |
| 29.06.1985 | Stadthalle Bremerhaven                       | Milva, Jiří Korn | Parodie: Der Modeschöpfer                                                             |
| 07.09.1985 | Eilenriedehalle Hannover                     | Peter Bernhardt, Bernhard Brink, Horea Crishan, Karin Eckhold, Gernot Endemann, Günther Gellermann, Günter Hutsch, Bibi Johns, Horst Keitel, Peter Kock, Peter Petrel, Werner Schumacher, Franziska Stolze, Herbert Tennigkeit |                                                                                       |
| 19.10.1985 | Saarlandhalle Saarbrücken                    | Ulrich von Dobschütz, Peter Doering, Uwe-Karsten Koch, Diether Krebs, Rodgau Monotones, Taco, Klaus Wennemann, Militärmusik Salzburg, Spiel der Kantonspolizei Bern, Luftwaffenmusikkorps 2 | Parodie: Die Beatles                                                                  |
| 30.11.1985 | Ludwigshafen am Rhein                        | Christiane Jansen-Amerbacher, Wolfgang Grönebaum, Richard Clayderman, Vivi Bach, Gardy Granass, Michaela Klarwein, Traute Kulenkampff, Joachim Hermann Luger, Ingrid Metz, Anita Mey, Maria Mucke, Rondò Veneziano, Manfred Seipold, Wolfram Weniger | Parodie: Casanova                                                                     |
| 08.03.1986 | Freiheitshalle Hof                           | Roberto Blanco, Los Latinoamericanos, Anne Haigis, Klaus Lage Band, TSC Rot-Weiß Düsseldorf, Klaus Wildbolz, Vivi Bach, Silke Dornow, Indio Guajaro, Erwin Knosp, Martin Knosp, Rolf Kraus, Alexandra Lang, Ursula Lillig, Walter Morbitzer | Parodie: Alexander der Große                                                          |
| 05.07.1986 | Wien                                         | José Carreras, Gundula Janowitz, Ballett der Wiener Staatsoper, Heinz Holecek |                                                                                       |
| 04.10.1986 | Stuttgart                                    | |                                                                                       |
| 06.12.1986 | Frankfurt am Main                            | Vico Torriani, Reinhold Brandes, Kinderchor Cantus, Tanzsport-Zentrum Velbert, Gerhard Frickhöffer, Katerina Jacob, Günther Jerschke, Anja Kruse, Karl Lieffen, Trio Farfarello, Monika Woytowicz |                                                                                       |
| 28.03.1987 | Friedrich-Ebert-Halle Ludwigshafen           | |                                                                                       |
| 04.07.1987 | Wien                                         | Compagnie Philippe Genty, Marion Degler, Walter Morbitzer, Dolores Schmidinger, Folklore-Ensemble Bihari, Malev Kamaras, Ensemble Eisvogel, Salon-Orchester Vienna, Orchester Robert Opratko | Parodie: Der fliegende Holländer                                                      |
| 12.09.1987 | Wiesbaden                                    | Yves Montand, Hanne Haller, Slava Kantcheff | Parodie: Heinrich der VIII                                                            |
| 21.11.1987 | Festhalle in Frankfurt am Main               | Paul Anka, Mona Baptiste, Bibi Johns, Gerhard Wendland, Bully Buhlan, Willy Berking, Bob Jackson Singers, Slava Kantcheff, Paul Kuhn, Ute Lemper, Maria Mucke, Fritz Muliar, Bill Ramsey, Helmut Zacharias | Parodie: Die Beatles (Wh. v. 1966)                                                    |
| Neuauflage |                                              | |                                                                                       |
| 01.03.2014 | Berlin Adlershof                             | Natalie Geisenberger, Hans Sigl, Francis Fulton-Smith, Rolando Villazón, Ornella Muti, Inez Bjørg David, Lilly Becker, Jean Asselborn |                                                                                       |

Quelle u. a.: Online-Archiv der Wiener Arbeiter-Zeitung, Abspann der Original-Sendungen, tvprogramme.net, imdb.